# NGC 2659
NGC 2659 is een open sterrenhoop in het sterrenbeeld Zeilen. Het hemelobject werd op 3 februari 1835 ontdekt door de Britse astronoom John Herschel.

## Synoniemen
- OCL 752
- ESO 260-SC3